# Porte de Versailles (métro de Paris)
Porte de Versailles est une station de la ligne 12 du métro de Paris, située dans le 15e arrondissement de Paris. Cette station dessert la place éponyme dont le terre-plein central porte le nom d'« Esplanade du 9-Novembre-1989 », date de la chute du mur de Berlin. Elle dessert aussi le parc des expositions de la porte de Versailles.

## Situation
La station est implantée sous la place de la Porte-de-Versailles, selon l'axe de la rue de Vaugirard d'une part et de l'avenue Ernest-Renan d'autre part.

## Histoire
La station est ouverte le 5 novembre 1910 avec la mise en service du premier tronçon de la ligne A de la Société du chemin de fer électrique souterrain Nord-Sud de Paris (dite Nord-sud), dont elle constitue alors le terminus sud depuis Notre-Dame-de-Lorette. Établie sous l'extrémité sud-ouest de la rue de Vaugirard, elle est à cette époque une station à disposition classique avec deux quais latéraux, séparés les voies du métro situées au centre.
Elle doit sa dénomination à son implantation à la porte de Versailles, ancienne porte percée dans l'enceinte de Thiers à la limite des communes de Paris et d'Issy-les-Moulineaux, dont l'orientation permet d'atteindre la ville de Versailles.
La station porte comme sous-titre Parc des Expositions de Paris en raison de sa proximité immédiate avec le parc des expositions de la porte de Versailles. Le sous-titre est absent de la majorité de la station, la typographie « Nord-Sud » ne le permettant pas. Cependant, il apparaît sur les plaques signalétiques en typographie Helvetica du quai central de la station.
Le 23 avril 1930, une collision entre deux rames survient dans la station, entraînant le décès de deux personnes.

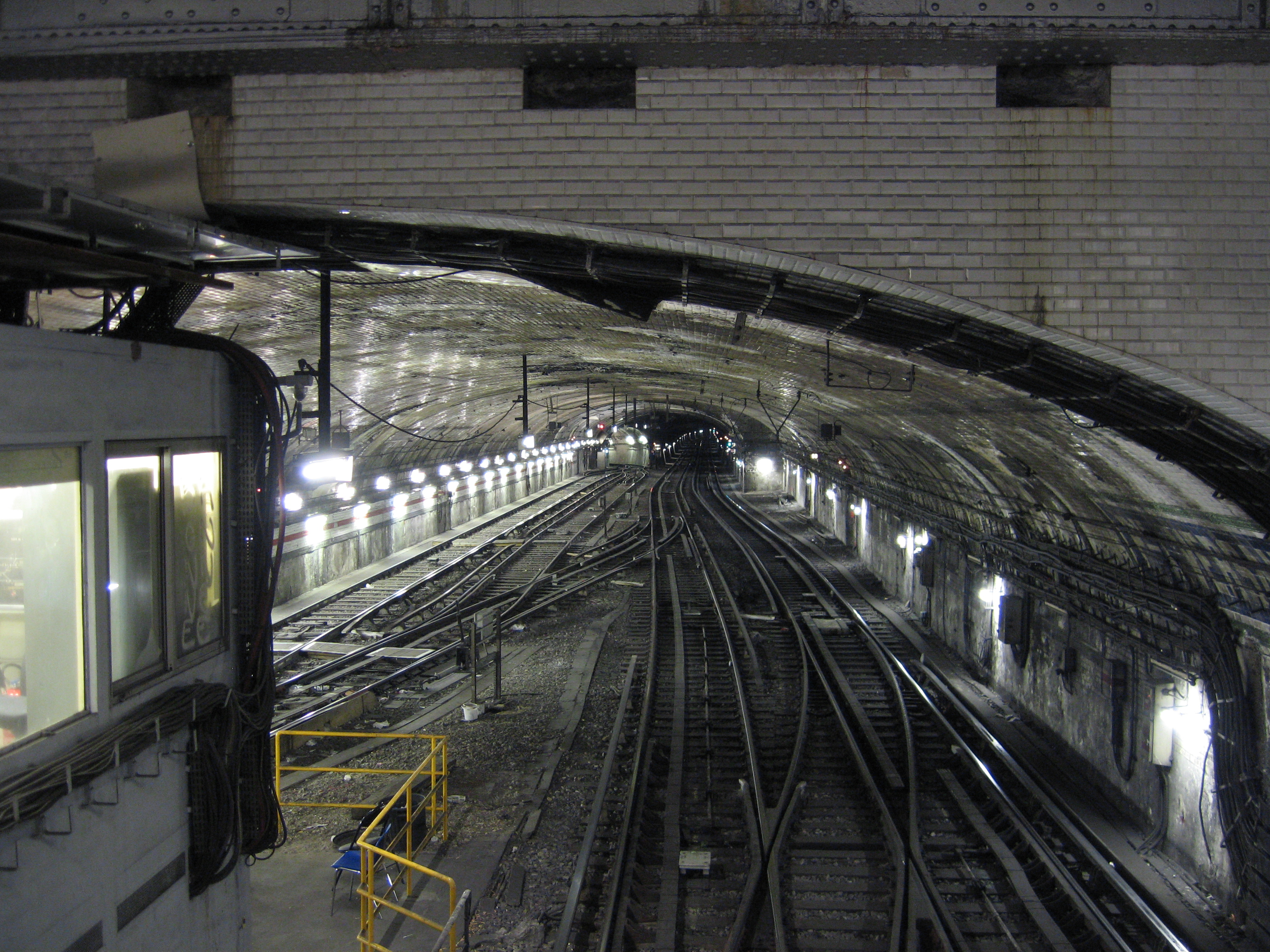
Voies de garage au nord de la station. On distingue la voûte et les carreaux de l'ancienne station ainsi que le raccordement menant à l'atelier de Vaugirard au fond à gauche.

La même année, la station est déplacée vers la banlieue en prévision du prolongement de la ligne vers Mairie d'Issy. Les quais de l'ancienne station sont supprimés et des voies supplémentaires pour le garage des trains y sont installées. Les carreaux sur la voûte sont les dernières traces de la station originelle. Au nord, l'accès à l'atelier de Vaugirard reste inchangé.
La nouvelle station n'est exploitée que durant une seule journée par la société du Nord-Sud, car elle ouvre la veille de l'absorption de cette dernière par sa concurrente : la Compagnie du chemin de fer métropolitain de Paris (dite CMP). Elle est donc ornée de la faïence traditionnelle du style Nord-Sud. Son transfert d'une société à l'autre est effectif le 1er janvier 1930, la ligne A devenant à cette occasion la ligne 12 le 27 mars 1931. Le prolongement de cette dernière est inauguré le 24 mars 1934, mettant fin au rôle de terminus de la station.
Le 10 janvier 1963, une seconde collision se produit au sein de la station, causant quarante blessés.
Vers les années 1980, le style « Andreu-Motte » est appliqué — en orange — aux quais en complément du style Nord-sud originel, avec des rampes lumineuses ainsi que des banquettes carrelées, surmontées de sièges « Motte » de même couleur.
Dans le cadre du programme « Renouveau du métro » de la RATP, les couloirs de la station ont été rénovés le 18 décembre 2009. En parallèle, les quais voient leur décoration « Motte » changer de couleur, avec des bandeaux lumineux gris et du carrelage noir sur les banquettes, la station devenant ainsi la seconde de ce style à être traitée avec ces tons neutres après Varenne sur la ligne 13.
En 2019, 5 923 995 voyageurs sont entrés à cette station ce qui la place à la 65e position des stations de métro pour sa fréquentation.
En 2020, avec la crise du Covid-19, 2 449 859 voyageurs sont entrés dans cette station, ce qui la place à la 89e position des stations de métro pour sa fréquentation.
En 2021, la fréquentation remonte progressivement, avec 3 268 157 voyageurs qui sont entrés dans cette station ce qui la place à la 93e position des stations de métro pour sa fréquentation.

## Services aux voyageurs

### Accès
La station dispose de cinq accès :
- Accès no 1, une entrée de style Nord-Sud débouchant sur l'avenue Ernest-Renan, du côté terminus de la ligne de tramway T2 ;
- Accès no 2, un escalier en style Nord-Sud se trouvant sur le côté pair avenue Ernest-Renan ;
- Accès no 3, un escalier orné d'un entourage dans le style caractéristique du Nord-Sud et ayant la particularité rare sur le réseau d'être légèrement courbé, se trouvant à l'angle du boulevard Lefebvre et de la rue de Vaugirard ;
- Accès no 4, un escalier également courbé et agrémenté de balustrades en style Nord-Sud, débouchant à l'angle formé par le boulevard Victor et la rue de Vaugirard ;
- Accès no 5, une bouche de métro dotée d'un candélabre Dervaux, se situant au droit du 36, boulevard Lefebvre.

Accès à la station
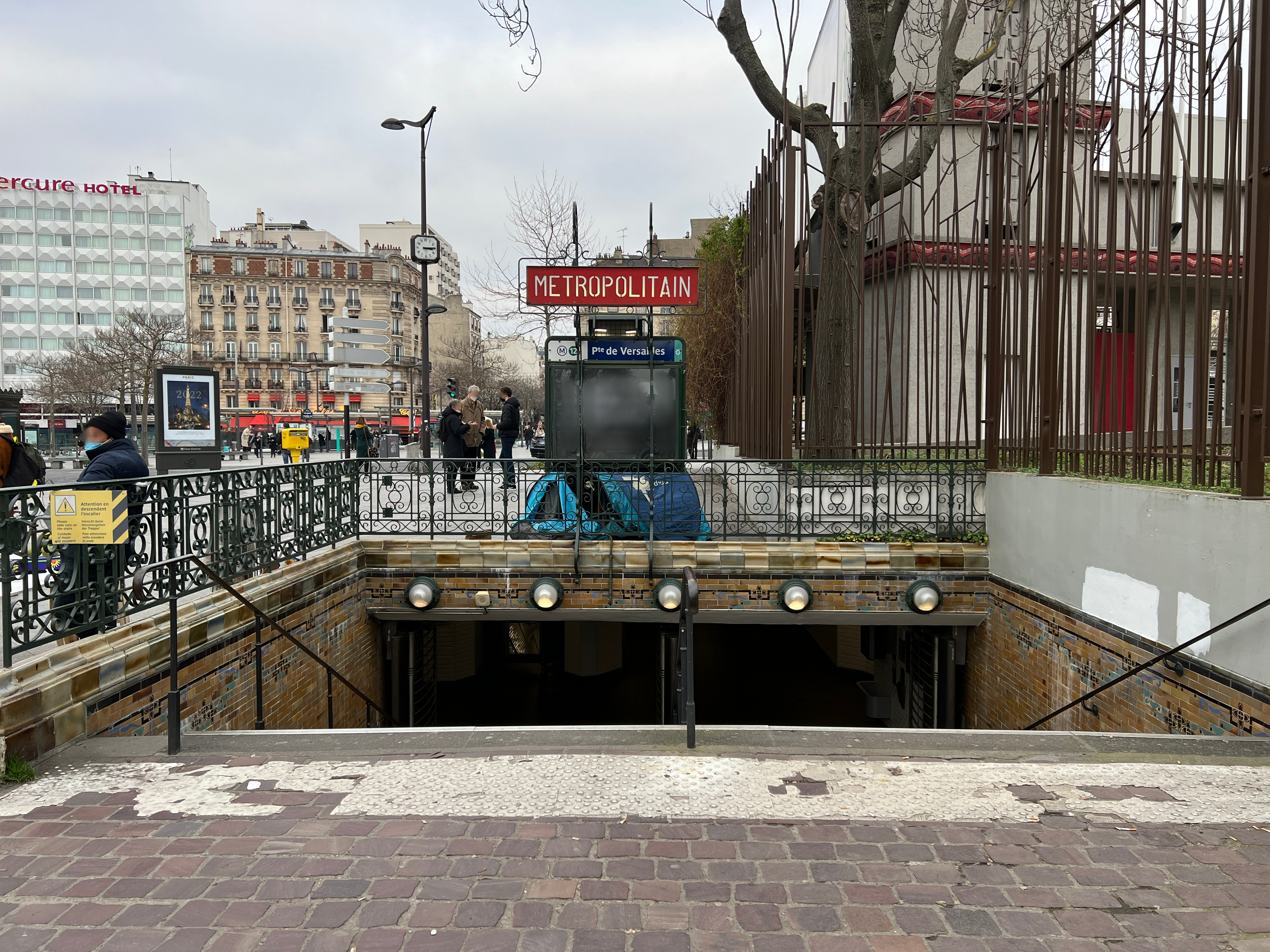
L'accès no 1 « Avenue Ernest Renan ».
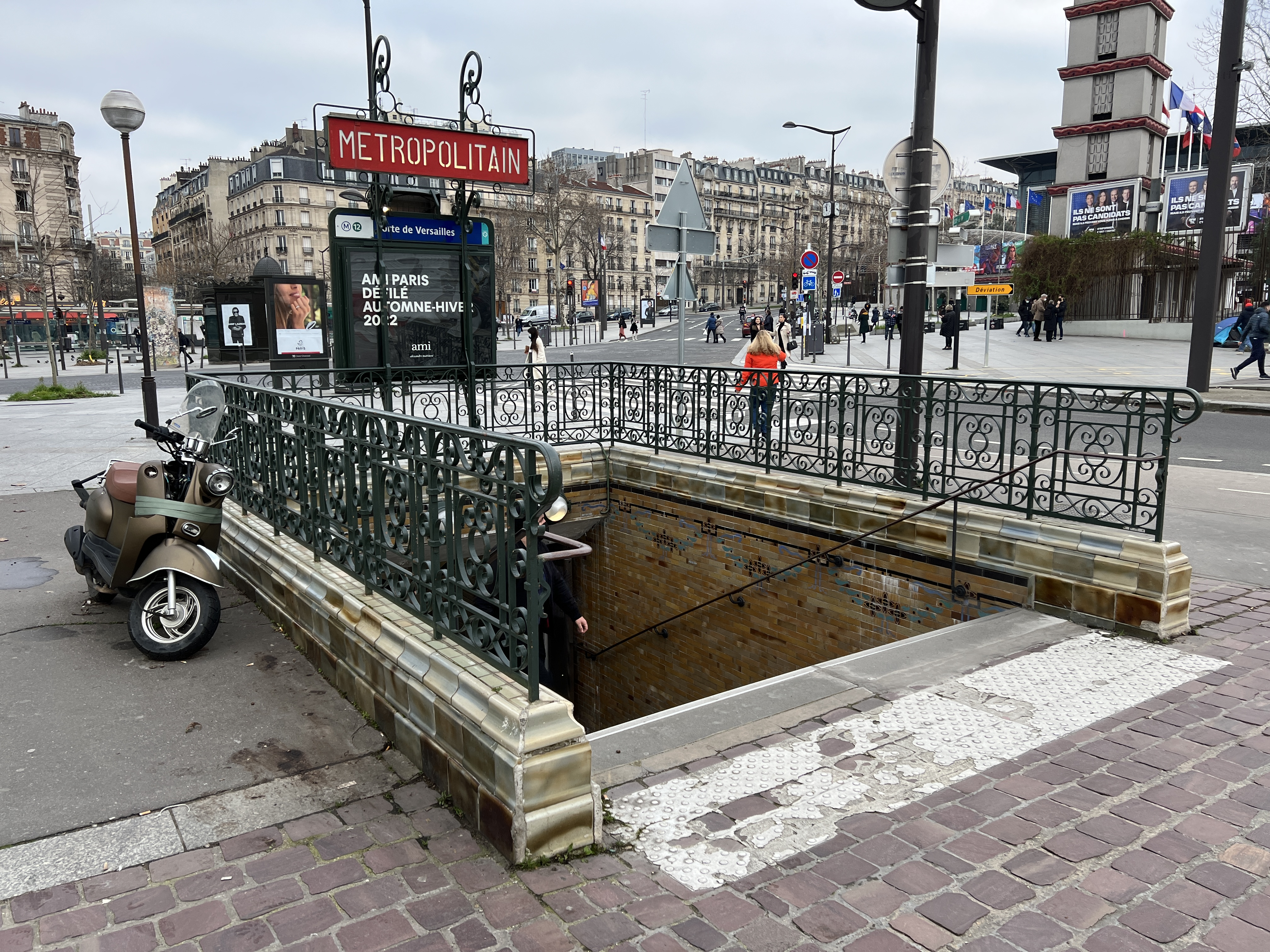
L'accès no 2 « Palais des Sports ».
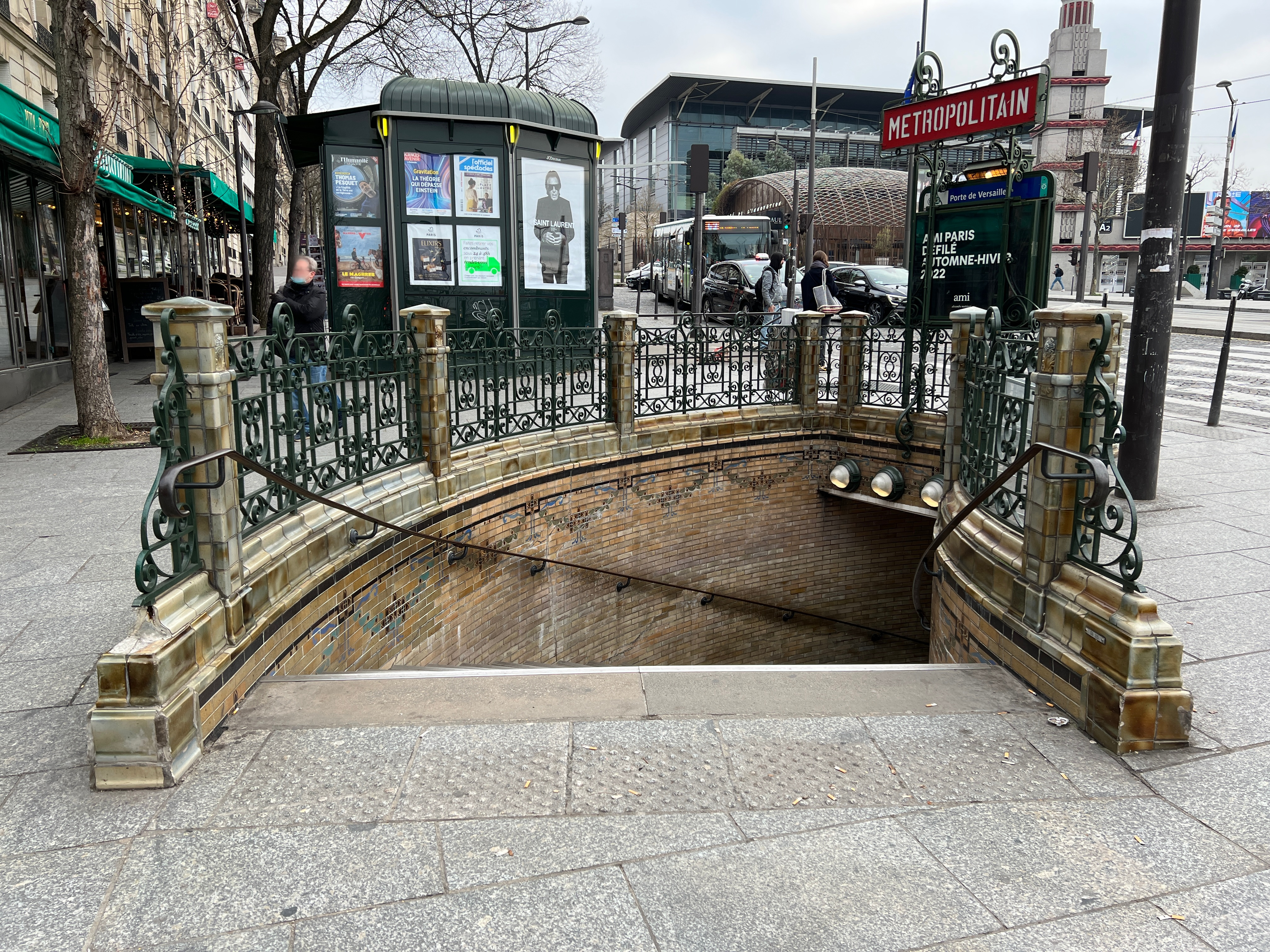
L'accès no 3 « Rue de Vaugirard ».
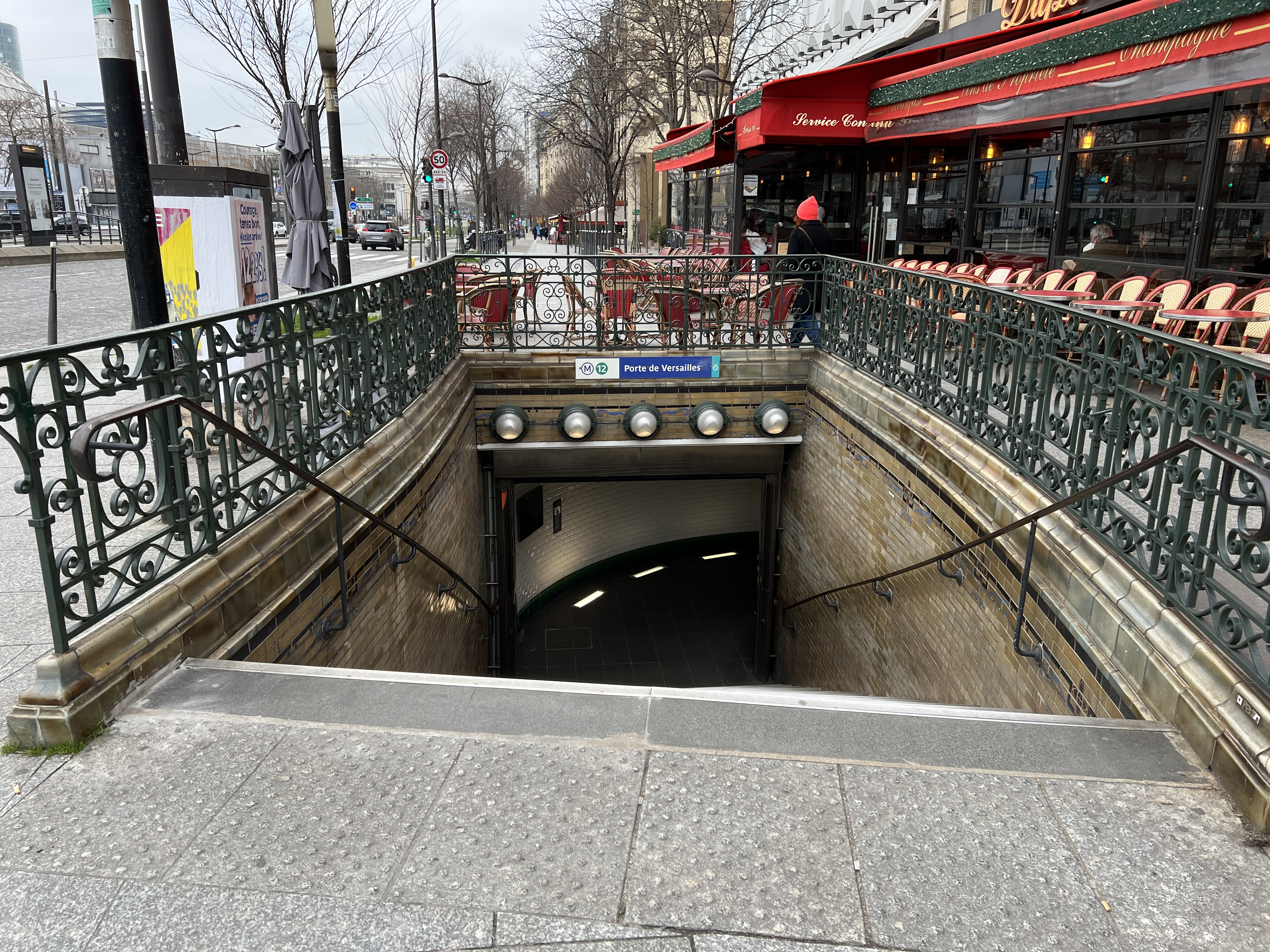
L'accès no 4 « Boulevard Victor ».
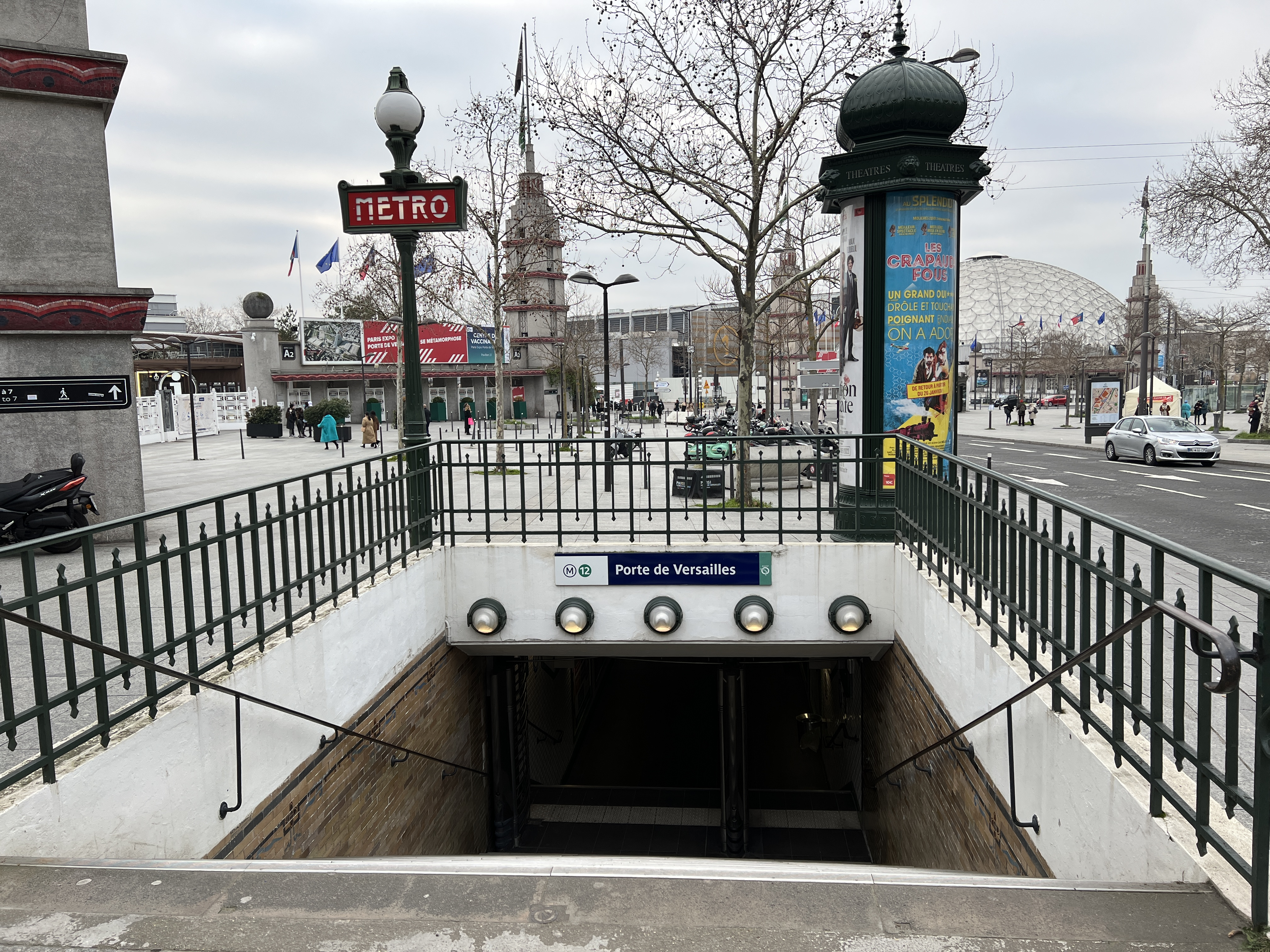
L'accès no 5 « Boulevard Lefebvre ».

.

### Quais
La station, constituée de trois voies à quais, a une configuration particulière : elle est composée de deux demi-stations décalées l'une par rapport à l'autre d'une quarantaine de mètres et séparées par un piédroit.
Les quais sont décorés dans le style d'origine de la station (« Nord-Sud ») marié avec le style « Andreu-Motte » adouci. Le style « Nord-Sud » est représenté par les carreaux en céramique blancs biseautés qui recouvrent les pieds-droits, la voûte et le tympan, les cadres publicitaires et les cadres du nom de la station qui sont en faïence « Nord-Sud » de couleur verte et le nom de la station qui est également en faïence. Le style « Motte » est représenté par des rampes lumineuses gris clair et des banquettes à grands carreaux gris foncé. Il ne s'agit cependant plus du style « Andreu-Motte » d'origine qui était orange, y compris les sièges. Cette station est donc, avec Pasteur sur la même ligne et Porte de Clichy sur la ligne 13, l'une des trois du réseau à mêler ces deux styles décoratifs sur leurs quais. Les banquettes sont équipées de sièges « Akiko » de couleur bordeaux.
La voie la plus occidentale est assez souvent utilisée en tant que voie de garage mais, parfois, en soirée, le week-end, comme terminus d'une rame en provenance de Mairie d’Aubervilliers, auquel cas ses voyageurs qui poursuivent au-delà sont invités à en débarquer pour attendre le passage du train suivant sur la voie centrale, parcourue par les circulations à destination de Mairie d'Issy.

Galerie de photographies
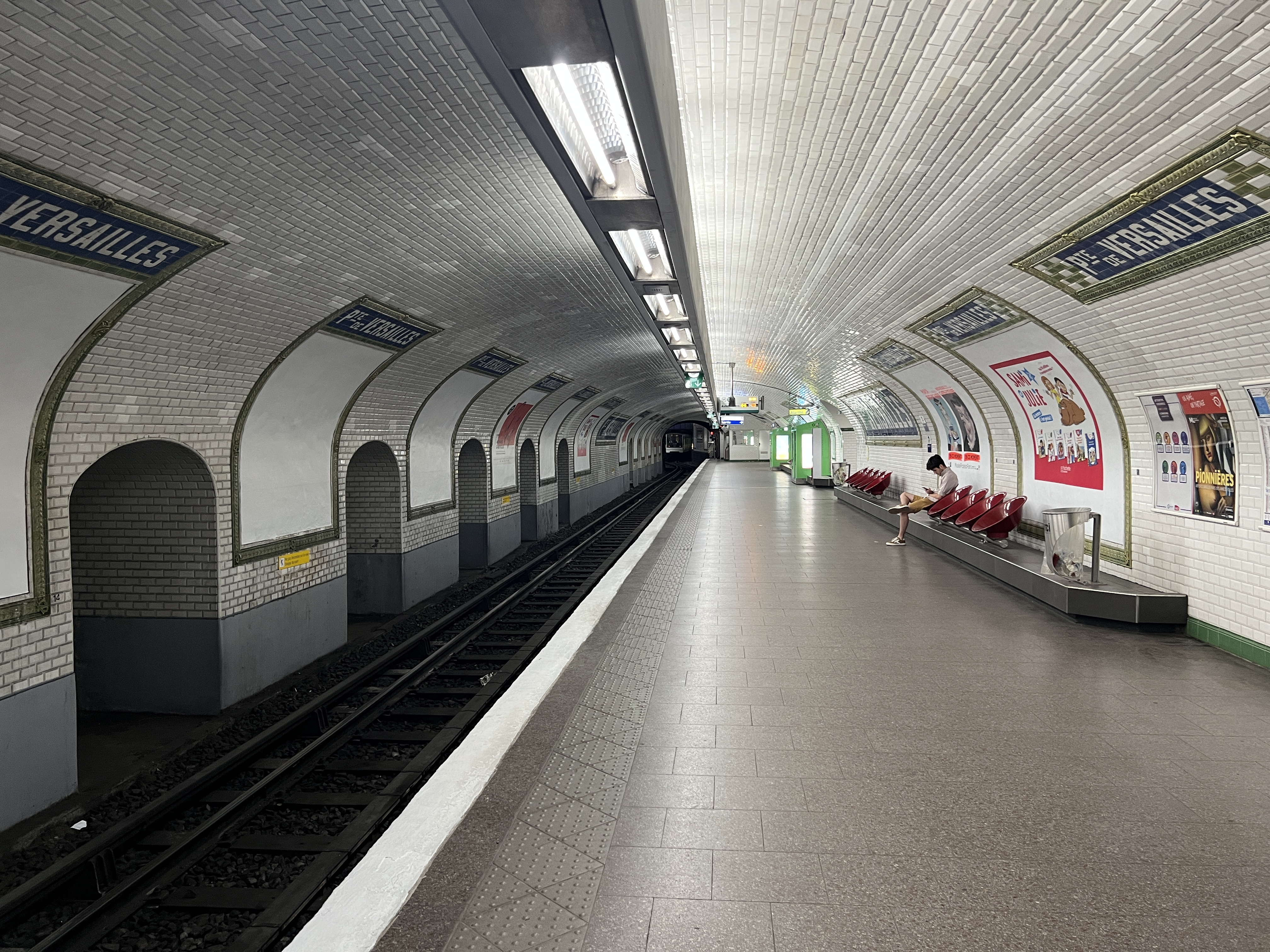
Quai de la station de métro en direction de Mairie d’Aubervilliers, en 2022.
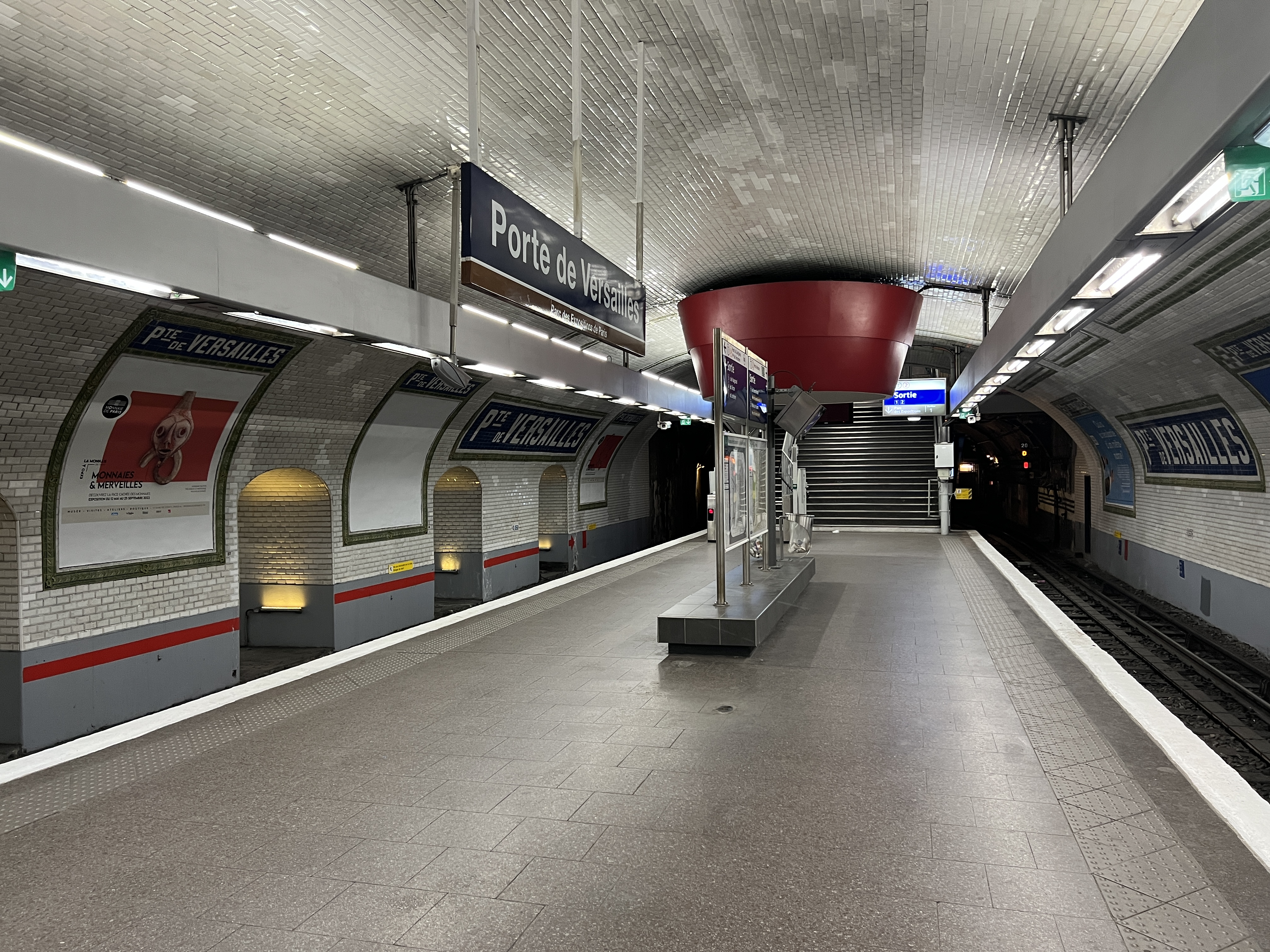
Quais direction Mairie d'Issy, en 2022.
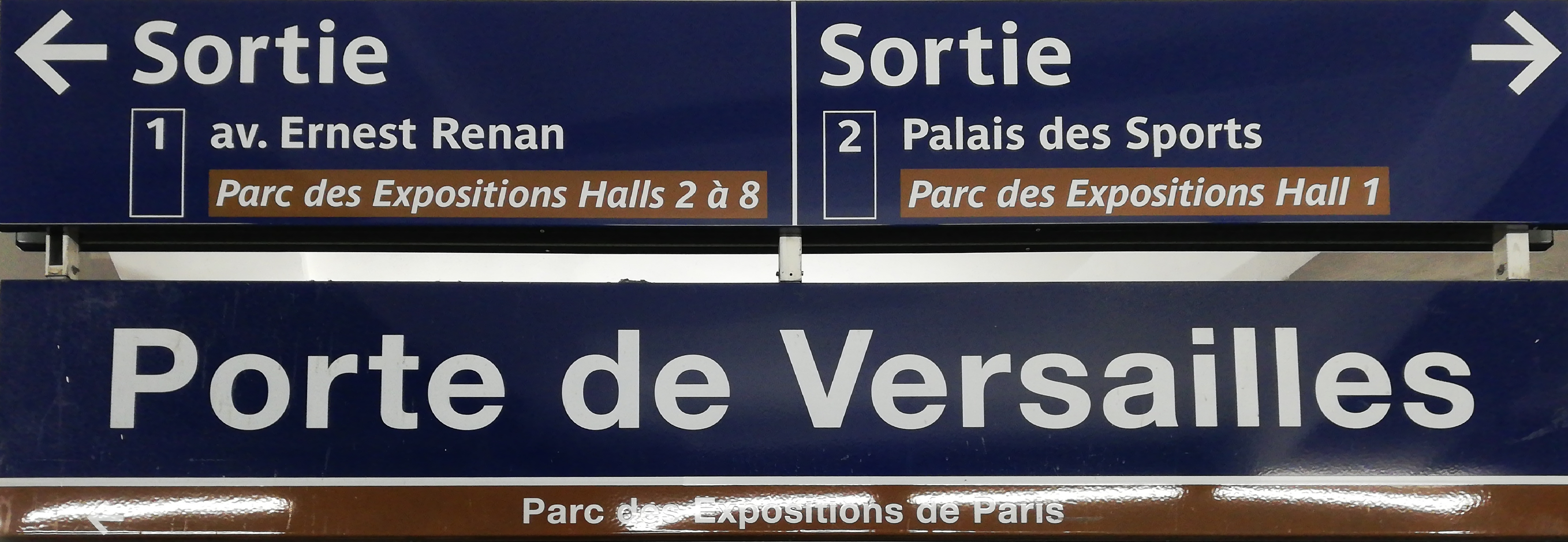
Plaques indicatrices des sorties et du nom de la station.

### Intermodalité
La station est l'une des quatre stations de métro, avec Porte de Vincennes, Balard et Porte de Choisy, à être située à l'une des portes de Paris et dont la desserte est assurée par deux tramways distincts (ce sont également les seules stations du métro parisien à être connectées avec deux lignes de tramways).
La station est desservie par la ligne 80 du réseau de bus RATP, par la Traverse Brancion-Commerce exploitée par B.E. Green, par la ligne 3754 du réseau de bus de Sénart, par les lignes T2 et T3a du tramway d'Île-de-France (respectivement depuis 2009 et 2006 ; le titre annexe des stations de tramway est légèrement différent de celui du métro, étant raccourci en Parc des Expositions) et, la nuit, par les lignes N13, N62, N161 et N162 du réseau de bus Noctilien.

Galerie de photographies
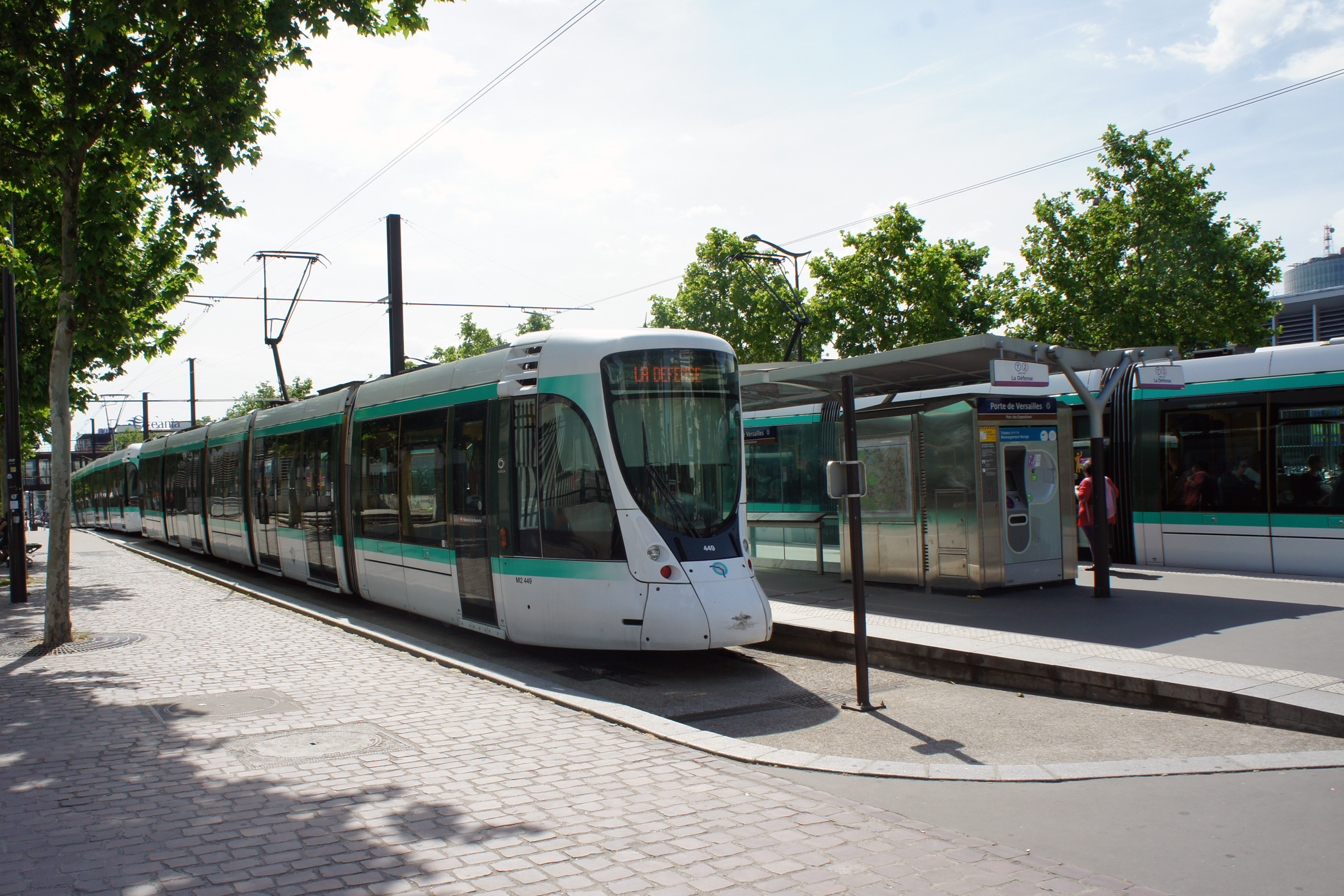
Station du tramway de la ligne T2.
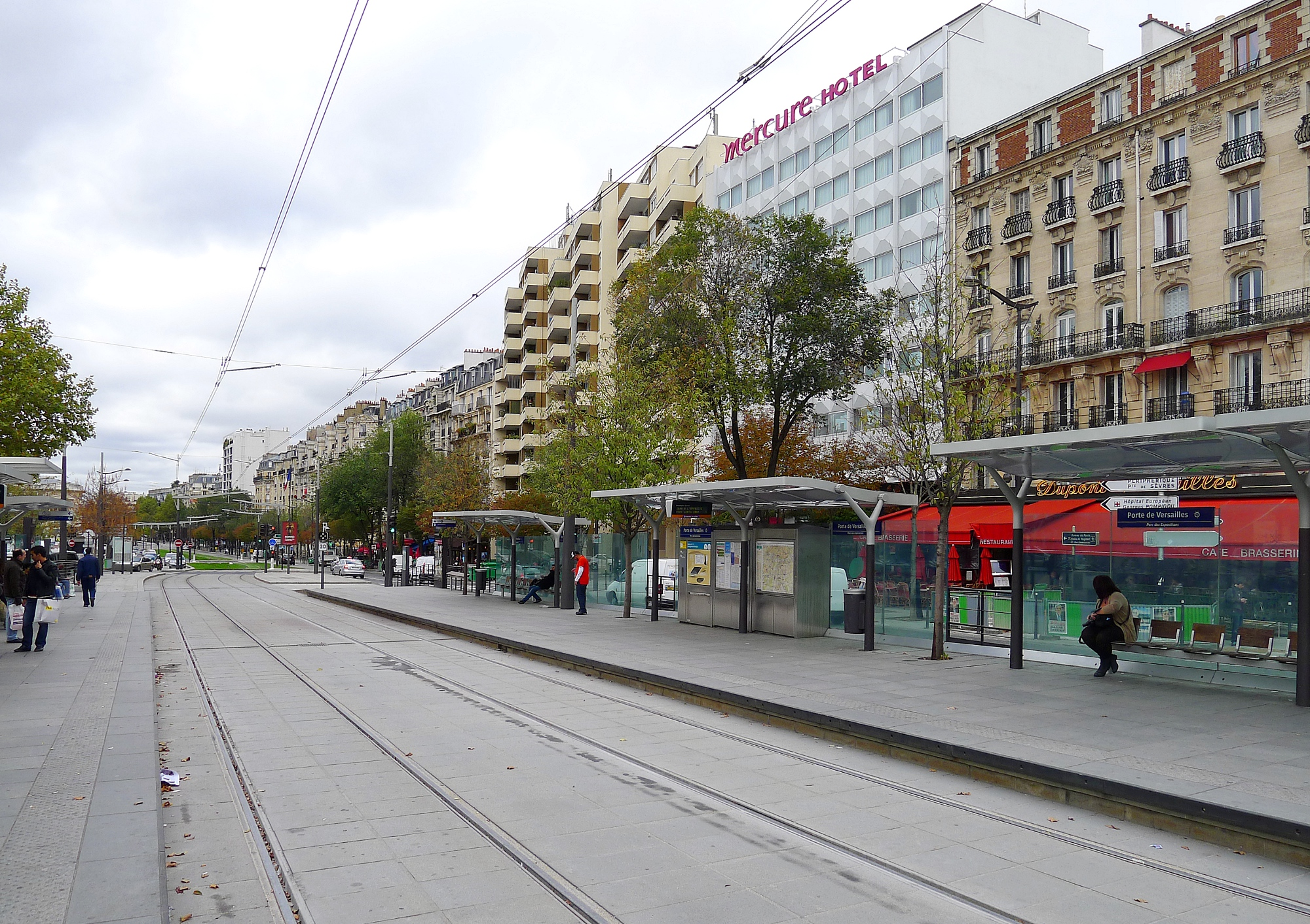
Station du tramway de la ligne T3a.

## À proximité
- Parc des expositions de la porte de Versailles
- Palais des sports de Paris